# Чеблоково (Волоколамский район)
Чеблоково — деревня в Волоколамском районе Московской области России.
Относится к сельскому поселению Чисменское, до муниципальной реформы 2006 года относилась к Чисменскомусельскому округу. Население — 0 чел. (2010).

## Население
| 1852 | 1859 | 1926 | 2002 | 2006 | 2010 |
| ---- | ---- | ---- | ---- | ---- | ---- |
| 68   | ↗182 | ↗351 | ↘7   | ↘1   | ↘0   |

## Расположение
Деревня Чеблоково расположена примерно в 14 км к северо-востоку от центра города Волоколамска, на левом берегу реки Каменки (бассейн Иваньковского водохранилища). Ближайшие населённые пункты — деревни Аннино, Ворсино и Ситниково.

## Исторические сведения
В «Списке населённых мест» 1862 года Чеблоково — владельческая деревня 2-го стана Волоколамского уезда Московской губернии по правую сторону Клинского тракта (из Волоколамска), в 13 верстах от уездного города, при реке Березовце, с 20 дворами и 182 жителями (85 мужчин, 97 женщин).
По данным на 1890 год входила в состав Аннинской волости Волоколамского уезда, число душ мужского пола составляло 84 человека.
В 1913 году — 44 двора, земское училище и чайная лавка.
По материалам Всесоюзной переписи населения 1926 года — деревня Ситниковского сельсовета Аннинской волости, проживал 351 житель (153 мужчины, 198 женщин), насчитывалось 61 хозяйство, имелась школа.
С 1929 года — населённый пункт в составе Волоколамского района Московской области.